# Rogalik (Stare Juchy)
Rogalik (deutsch Rogallicken, 1938 bis 1945 Kleinrosenheide) ist ein kleiner Ort in der polnischen Woiwodschaft Ermland-Masuren und gehört zur Gmina Stare Juchy (Landgemeinde (Alt) Jucha, 1938 bis 1945 Fließdorf) im Powiat Ełcki (Kreis Lyck).

## Geographische Lage
Rogalik liegt am Nordufer des Druglin-Sees (ab 1938: Inselsee, polnisch Jezioro Druglin Duży) in der östlichen Woiwodschaft Ermland-Masuren, 14 Kilometer westlich der Kreisstadt Ełk (deutsch Lyck).

## Geschichte
Der kleine Gutsort Rogallicken wurde 1874 in den neu errichteten Amtsbezirk Klaussen (polnisch Klusy) eingegliedert. Er gehörte zum Kreis Lyck im Regierungsbezirk Gumbinnen (ab 1905: Regierungsbezirk Allenstein) in der preußischen Provinz Ostpreußen. Im Jahre 1910 zählte der Ort 70 Einwohner.
Aufgrund der Bestimmungen des Versailler Vertrags stimmte die Bevölkerung im Abstimmungsgebiet Allenstein, zu dem Rogallicken gehörte, am 11. Juli 1920 über die weitere staatliche Zugehörigkeit zu Ostpreußen (und damit zu Deutschland) oder den Anschluss an Polen ab. In Rogallicken stimmten 40 Einwohner für den Verbleib bei Ostpreußen, auf Polen entfielen keine Stimmen.
Am 30. September 1928 verlor der Gutsbezirk Rogallicken seine Eigenständigkeit und wurde in die Landgemeinde Rosinsko (1938 bis 1945: Rosenheide, polnisch Rożyńsk) eingegliedert. Am 3. Juni (amtlich bestätigt am 16. Juli) 1938 wurde der Ort aus politisch-ideologischen Gründen der Abwehr fremdländisch klingender Ortsnamen in „Kleinrosenheide“ umbenannt.
Im Jahre 1945 kam das gesamte südliche Ostpreußen und mit ihm Rogallicken alias Kleinrosenheide in Kriegsfolge zu Polen und erhielt die polnische Namensform „Rogalik“. Heute gehört es mit Ostrów (Werder) zum Schulzenamt (polnisch Sołectwo) Skomack Wielki (Skomatzko, 1938 bis 1945 Dippelsee) innerhalb der Landgemeinde Stare Juchy ((Alt) Jucha, 1938 bis 1945 Fließdorf) im Powiat Ełcki (Kreis Lyck), bis 1998 der Woiwodschaft Suwałki, seither der Woiwodschaft Ermland-Masuren zugehörig.

## Kirche
Bis 1945 war Rogallicken resp. Kleinrodenheide in die evangelische Kirche Klaussen (polnisch Klusy) in der Kirchenprovinz Ostpreußen der Kirche der Altpreußischen Union sowie in die römisch-katholische Kirche Lyck (polnisch Ełk) im Bistum Ermland eingepfarrt.
Heute gehört Rogalik katholischerseits zur Pfarrei Klusy im Bistum Ełk der Römisch-katholischen Kirche in Polen. Die evangelischen Einwohner halten sich zur Kirchengemeinde in der Kreisstadt Ełk, einer Filialgemeinde der Pfarrei Pisz (deutsch Johannisburg) in der Diözese Masuren der Evangelisch-Augsburgischen Kirche in Polen.

## Verkehr
Rogalik liegt an der Nebenstraße 1852N, die Rożyńsk (Rosinsko, 1938 bis 1945 Rosenheide) mit Skomack Wielki (Skomatzko, 1938 bis 1945 Dippelsee) verbindet. Die nächste Bahnstation ist Rogale (Rogallen) an der – nicht mehr regulär befahrenen – Bahnstrecke Czerwonka–Ełk (deutsch Rothfließ–Lyck).